# Кислюк, Михаил Борисович
Михаи́л Бори́сович Кислю́к (род. 30 апреля 1951, Житомир, УССР, СССР) — один из лидеров рабочего движения шахтёров в Кузбассе в 1989—1991 годах, глава Администрации Кемеровской области с 27 августа 1991 по 1 июля 1997 года. Руководитель федеральной службы по регулированию естественных монополий на транспорте с 1997 по 1998 годы, член ДПР.

## Биография
Родился 30 апреля 1951 года в Житомире. Сам признаёт себя урождённым сибиряком. Родители приехали на стройку Бачатского разреза в еще конце 40-х годов, до рождения сына, но в силу полного отсутствия медицинской инфраструктуры в строящемся посёлке, мать поехала рожать в Житомир.

### Образование
В 1973 году окончил Кузбасский политехнический институт по специальности «горный инженер». В 1995 году получил степень кандидата наук за разработку «кузбасской модели развития», в 1997 году — степень доктора экономических наук.

### Трудовая деятельность
С 1973 года работал горным мастером на разрезе «Кедровский» (г. Кемерово).
С 1976 года — главный технолог, с 1978 года — главный экономист разреза «Байдаевский» (г. Новокузнецк). С 1980 года — заместитель начальника планово-экономического отдела, главный горняк ПО «Кемеровоуголь». С 1986 по 1990 год — заместитель директора по экономике разреза «Черниговский», одновременно преподавал общую теорию статистики и экономику горной промышленности в Кузбасском политехническом институте.
Был одним из инициаторов создания в ноябре 1989 года Союза трудящихся Кузбасса, член руководства Совета рабочих комитетов Кузбасса.

### Политическая деятельность
Член КПСС с 1976 по август 1991 года.
С 1990 по 1991 годы — заместитель председателя исполкома Кемеровского областного Совета народных депутатов. Весной 1990 года был избран народным депутатом РСФСР, был членом депутатских групп «Демократическая Россия» и «Радикальные демократы».
В августе 1991 года в дни ГКЧП находился в числе защитников Белого дома, за что в том же месяце был назначен главой администрации Кемеровской области. Осенью 1993 года поддержал силовой разгон Съезда и Верховного совета. В течение своего правления поддерживал Б. Н. Ельцина. С 23 января 1996 по 1 июля 1997 года — член Совета Федерации, член Комитета Совета Федерации по законодательству и судебно-правовым вопросам. Указом Президента Российской Федерации 1 июля 1997 года освобождён от должности главы Администрации Кемеровской области.

### После Кузбасса
С июля 1997 по 8 мая 1998 года — руководитель Федеральной комиссии по урегулированию транспортных тарифов, затем возглавил созданную на основе комиссии Федеральную службу по регулированию естественных монополий на транспорте. Освобождён от должности по личной просьбе.
С июня 1998 года — советник Аппарата Правительства РФ, одновременно — президент Российского общества потребителей транспортных услуг (РОПТУ).
В конце 2003 года работал советником ЗАО «Межгосударственная нефтяная компания 'Союзнефтегаз'»
Входил в первую тройку списка ДПР на выборах в Государственную Думу Российской федерации 7 декабря 2003 года.
В сентябре 2004 возглавлял совет Профессионального центра поддержки профсоюзов и гражданских инициатив.
В 2000-е годы о деятельности М. Б. Кислюка не было ничего известно. В 2016 году стало известно, что он занимается преподаванием и является учёным секретарем Международного университета в Москве.

## Семья и увлечения
Жена — Любовь Анатольевна (род. 1956), дочери Полина (род. 1978) и Дарья (род. 1982).
Увлекается тяжёлой атлетикой, рыбной ловлей.

## Сочинения
- Структурная перестройка экономики региона : (Вопр. теории и практики) : На примере Кемер. обл. / Под науч. ред. В. С. Сурнина. — Кемерово : Кузбассвузиздат, 1995. — 339 с. ISBN 5-202-00071-5
- Модель экономики Кузбасса : (Вопр. теории, методологии и практики) / Под науч. ред. В. С. Сурнина. — Кемерово : Полигр. комбинат, 1996. — 286,[57] с., [11] л. ил. : ил. ISBN 5-7489-0008-4